# 告別 (小説)
『告別』（こくべつ）は、福永武彦の中編小説。1962年（昭和37年）1月、『群像』に発表され、同年4月に講談社より刊行された作品集『告別』に収録された。文庫版は講談社文庫、のちに講談社文芸文庫より刊行されていた。
1960年（昭和35年）8月に病死した原田義人をモデルとする小説であり、グスタフ・マーラーの交響曲『大地の歌』を基調として、主人公が幸福を得ることのできなかった現世に告別し、死の世界へと旅立ってゆくまでを描く。長編小説の習作として書かれた作品でもあり、翌1963年（昭和38年）の長編『忘却の河』には、本作からさらに発展して継承されていった要素が多くみられる。

## 作品の特徴

### 断片群
本作は、23節の断片から構成される作品である。それぞれが独立した出来事・エピソードを含んでおり、この断片群は、2種類に分かれる。一つは、語り手の「私」の見聞や考えたことが記される断片であり、もう一つは、主人公で既に故人の上條慎吾の、ある場所・ある時点における存在が映し出される断片である。そのうち後者には、既に死者となった上條の視点による思考も含まれ、この部分は片仮名で表記される。
これら断片群の順序は時系列ではなく、作者の隠された意図にのみ従って配列される。ただし上述の2種類のうち、「私」の視点の断片は、上條の告別式で始まり、上條の一周忌の会で終わるが、その間の回想は上條の発病、入院と死、と、おおよそは時系列に沿って配置されるため、上條の断片の配列に比して、整然とした印象を読者に与える。
また、文中に「翌日」「その十日間」など、短期間の時間の設定はあるが、具体的な日付の表記はまったくなく、全体として何年間に渡る物語であるのかも明示されていない。

### 『大地の歌』
本作は、グスタフ・マーラーの交響曲『大地の歌』を大きく取り込んだ作品である。『大地の歌』は全六章から成り、「第一楽章 現世の悲しみを歌う酒宴の歌／第二楽章 秋の日に独りありて／第三楽章 青春の歌／第四楽章 美しきものを歌う／第五楽章 春の日を酔いて暮らす／第六楽章 告別」（西野茂雄訳）によって成る。
菅野（1973）は、福永の小説では、『風土』のヴェートーベン「ピアノ・ソナタ《月光》」、『草の花』のショパン「ピアノ協奏曲第一番」、『死の島』のシベリウスの諸作品など、音楽に大きな役割が与えられることが多いが、『告別』の場合はその結び付きが一層強く、「大地の歌」を抜きにしては小説自体が成立しないほどの親密な結合が見られる、と指摘している。
マーラーは、『大地の歌』作曲の前年である1907年（明治40年）に長女を亡くしているほか、看病疲れで妻のアルマが倒れる、自らの心臓疾患が見つかる、ウィーン宮廷歌劇場の音楽監督も人間関係により辞職する、といった状況にあった。1908年（明治41年）に作曲された『大地の歌』は、ハンス・ベートゲ編の詩集『中国の笛――中国の叙情詩による模倣作』から歌詞を採用しており、その中の「生は暗く、死もまた暗い」とのフレーズは、李白『悲歌行』からの採用と推測されているが、恐らくそうしたマーラーの直近の状況や、以前からショーペンハウアーを通してニヒリズム的世界観に親しみのあったことが影響しているのではないか、と推定されている。

## あらすじ
第一の断片（パネル）は、「私」が上條慎吾の告別式に出席している場面から始まる。「私」は弔辞を聞きながら、自身が愛好するグスタフ・マーラーの交響曲『大地の歌』の歌詞である「生は暗く、死もまた暗い」という一節を思い起こす。続く第二のパネルは、上條が自殺した娘、夏子の告別式に出席している場面である。
上條はドイツ近代音楽の研究家だが、「思い通りに生きられたなら、僕は作曲家か、でなければせめてピアニストになりたかった」と考えているように、かつては自ら芸術を創造する志を抱きながら、挫折した過去を持っていた。上條は戦争が始まった年に学生結婚をし、妻の悠子と娘の夏子・秋子を持っているが、妻との関係は冷え切っている。また彼が愛情を注いでいる夏子も、純潔かつ潔癖な性格で、しばしば陰鬱な表情を見せたり、皮肉に父親をやり込めたりすることがあった。
そんな上條は、40歳を過ぎて西ドイツへ、念願の留学を果たした。そして留学先の大学町で、ジャーナリストのマチルダという女性と知り合い、フランスとイタリアの旅に、彼女から同行を申し出る。上條はマチルダを、才能の点で自分と角逐できる、これまでに出会った唯一の女性と感じていた。ナポリで胃痙攣のために入院したが、回復すると、ベッドの上でノートに作曲を始めた。音楽の発想は次々と頭に浮かび、思いつくままに楽想を記すという、芸術的な日々を送ることができた。
そして、献身的に見舞いに訪れたマチルダと、上條は深い関係になる。しかし、日本に戻らずヨーロッパで暮らし続けるほど、上條は若くもなく、情熱的でもなかった。マチルダとの別離によって、上條は創作欲も失う。マチルダに手渡された楽譜も破り捨てた上條に、芸術への道は永久に閉ざされる。
上條が帰国してのち、訪ねてきたマチルダは、上條の娘である夏子に、二人の関係を暴露する。マチルダ同席のもとで家族会議が開かれるが、悠子は一言も話さない。一方で夏子は「パパは卑怯じゃないの？　パパはママやあたしたちを片っ方でごまかし、もう片っ方でマチルダさんをごまかしているのよ。どっちにもいい顔をしようとしているのよ」と厳しく問い詰める。詰問された上條は、選択を迫られた末に、家族を選ぶことにした。マチルダはドイツへ帰っていったが、悠子も夏子もその選択を信じてはおらず、問題の解決には至らない。
そしてこの事件により、「段々に悪くなる」人間の生を拒否して、夏子は自殺した。その1年後、上條もまた病に倒れた。
最後のパネルは、上條の過去でも「私」の意識でもなく、時間や空間を超えた一章となっており、上條がオペラ劇場で、ステージ上で女性が独唱する『大地の歌』の第六楽章『告別』を聴いている場面から始まる。それまで隠していた心の奥底を吐露する上條に対し、死後の夏子の声が、「デモパパ、アタシハモウパパヲ咎メテハイナイワ」「パパ、早クイラッシャイ。夏子ガ此所デ待ッテイルノヨ」と優しく許しを与える。こうしてこの世への告別の表白を終えた上條は、夏子の待つ「此所」へと迎え入れられるのだった。

## 登場人物
- 「私」 - 語り手[18]。小説家で、上條と交流はあったが、最も親しい友人というわけではなかった[18]。
- 上條 慎吾（かみじょう しんご） - ドイツ近代音楽の研究家[15]。妻の悠子、娘の夏子と秋子の4人家族[7]。大学講師として、ドイツ語と音楽史を受け持ち、ドイツ音楽の音楽家として業績を上げたほか、ヨーロッパの思想と文化の紹介者と評されたが、中途半端な文化人に過ぎなかった[25][26]。
- 上條 悠子（かみじょう ゆうこ） - 上條の妻。性格はおとなしく冷淡で[16][15]、夫との関係は冷え切っている[15]。
- 上條 夏子（かみじょう なつこ） - 上條の娘。純粋かつ潔癖な性格で、しばしば陰鬱な表情で父を驚かせたり、皮肉な口調で父をやりこめたり、何日も黙り込んで妹に八つ当たりをしたりすることがあった[16]。父からは無償の愛を注がれていたが、本人はそれを認識していなかった[15]。
- マチルダ - 上條がドイツ留学時代に深い仲になった[15]、婦人雑誌の特派記者[27]。知的で行動的な女性[21]。

## 執筆背景・動機
1962年（昭和37年）1月、本作は『群像』に発表され、同年4月に刊行された『告別』に収録された。単行本には、3月に同じく『群像』に発表された『形見分け』が共に収録されている。
本作は、1960年（昭和35年）8月1日に癌で病死した、原田義人をモデルとしている。東京大学教授の原田は、マチネを中心とした『方舟』の編集者で、現代ドイツ文学の翻訳・紹介を務め、1954年（昭和29年）4月から1956年（昭和31年）1月まではハンブルク大学日本語講師としてドイツに滞在している。また音楽にも関心を持ち、多くの音楽会評を著している。福永とは『方舟』周辺で接点があった。
一方で、実在の原田の像からは大きく改変されていることから、モデル小説とは見做さない論も存在する。例として、首藤基澄は、「原田の死を契機として書かれた作品ではあるが、しかし単なるモデル小説、或いは知人の死に立ち会った私小説ではない」とし、上條を取り巻く悠子・夏子・マチルダも事実とは大きく異なるフィクショナルな人物造型・性格設定がなされている、としている。その例として、原田の妻である野島蘭子は、上條の孤独を強調するために「デクの坊」（平野評からの引用）にされているほか、原田の長女の明絵（はるえ）も、上條の死の時でさえ11歳で、男女の機微を知るには早すぎる、と指摘している。
また、福永自身も後年、次のように述べている。
また、福永は「〈注・文体実験のために書いた『形見分け』に対して〉『告別』の方は、動機は文体よりも事件にある。その事件を書くべきか否か、長い間ためらっていた。雑誌の註文はただ最後の決心を促したにすぎない」とし、静的（スタティック）な効果を狙った『形見分け』に対し、『告別』では動的（ダイナミック）な効果を狙った、ともしている。
そのほか、福永は本作について以下のように述べているが、この解説の通り、福永が翌1963年（昭和38年）に発表した長編『忘却の河』には、内容・手法ともに、『告別』から継承されたものが多く見られる（#習作としても参照）。

## 作品評価・研究

### 同時代評
篠田一士は、本作は福永の作品にしては珍しく一般的な好評を博したとしつつ、「これはいい作品ではない。人物もひとりとしてえがけてはいないし、作者が得意とする過去と現在の時間の交叉は一応うまく仕組まれているが、全体のナレーション（物語形式）を通じて躍動するものがない。それに「視点」の役割をしている「私」の設定が曖昧というよりも、とってつけたような機械的な感じで、拡がりも深まりもない。なんだか作者はこの「私」をえがくのにひどく臆病になっている。また文体も粗く、小説の構成もギスギスしている点もぼくを著しく失望させた」と評している。
また篠田は、批評家らは本作を「知識人の生態がえがかれているとか、あるいはひとりの人間の生死があるとか」評しているが、「ぼくの知っていたモデルはこの作品のどこにも登場してはいない。そのひとつのディテイル（細部）は実によく利用されているが、全身像は一度も現れない」とし、本作はモデル小説ではないとしている。その上で、それにも拘わらず本作が批評家らの共鳴を呼んだ理由として、モデルが著書よりも人物そのものによって知られている種類の文壇人であったためとし、「つまり、この『告別』という小説のズボラな概念的なえがき方が、たまたま、文壇人たちのモデル理解と見事な一致をみたのだ」と述べた上で、本作はモデル小説よりも文壇小説と呼ぶべきものであろう、と指摘している。
平野謙は、「故原田義人をモデルにしたらしくも思えたが、私はそういうモデル興味ぬきに読むことができた。構成は例によってなかなかこったもので、ナレーターの「私」と主人公の音楽批評家との描写を交互に組みあわせたり、主人公の心理表白を片カナで現わしたり、構成全体を事件の時間的継起に使わなかったりして、工夫をこらしている」と評価している。一方、「よく考えぬかれた作といえるが、外遊中のドイツ女との恋愛、その結果による家庭破壊と主人公の娘の自殺という劇的事件の設定には、やはりブランクがある」とし、「主人公の細君のうけた打撃の程度がよくわからない」と指摘している。そして、「描かれたかぎりでは、夫の恋愛と娘の自殺という事件の前も後も、細君は一貫して気のきかぬお人好しみたいにしかうけとれぬが、そういうものではなかろう。その空白を目だたせぬために、作者はいろいろ構成上の工夫をこらした、といえぬこともない。作者の同情は圧倒的に主人公側にある。芸術という出世間的なものにつかれたインテリの主人公をよく理解できぬ細君と、その母親という「蒲団」以来の設定自体は、それでかまわぬとしても、だから、細君をデクの坊みたいに扱ってもいい権利は、作者にも与えられていないはずだ。つまり、この作品はやはり全体として小ギレイすぎるのである」と述べている。

### 上條と夏子
廣川和子は、主人公の上條慎吾に最も特徴的なことは「中途半ぱな文化人」という点であるとし、大学教師としての平凡な人生において、芸術を紹介・研究しつつも、自ら芸術を創造することを夢見ていた上條は、「芸術家をこころざしながら、挫折を余儀なくされた人物といえるだろう」としている。また、妻の悠子との関係は冷淡で、同居している悠子の母とも全くの没交渉であることから、上條の内部を荒涼とさせているものの一つが家庭でもあった、としている。
また廣川は、上條が唯一、惜しみない愛情を注いでいた夏子の自殺について、「たんなる若さからくる脆さということはできない」「夏子の純粋で潔癖な魂は大人になることを拒否したのである」とし、夏子の言葉には、全てを諦めて抜け殻のようになっていた上條への痛烈な批判が認められ、上條の魂の中にある「憎ムベキモノ」「ドウニモナラナイ人間ノ弱サ」を見抜いた夏子には、人間の生は「段々に悪くなるもの」としか映らなかったのである、とし、夏子はこのような視点から、上條を内部から告発した存在であった、と考察している。また桑原旅人も、生前の夏子が母親に「ママ、人間ってのは段々に悪くなるものかしら」と問いかけていることなどから、「彼女は父を見て、生が死へと向かってより悪くなっていく退歩の道行きであるということを悟ってしまったのだろう。父が生において抱えていた不全感に、夏子はその根源から感応してしまっていた」としている。
一方で渡邊一民は、信州の温泉宿に夏子が上條を訪ねてきた際の会話に触れ、「……家族会議で母親の代理をさせられたことによりだれよりも強く心に深い傷を負った夏子は、なんとか父と語りあいたいと思い、むなしい努力をかさねたあげく、正義派ぶって自分のはたした行動が自分を愛してくれている父親にたいするぬきさしならぬ裏切りだったことを自覚するにいたったのである。夏子は自死に追いつめられたのだった」と考察している。

### 主題と音楽について
菅野昭正は上述のように、福永の小説では、音楽に大きな役割が与えられることが多いと指摘した上で、『告別』の場合はその結び付きが一層強く、「大地の歌」を抜きにしては小説自体が成立しないほどの親密な結合が見られる、としている。しかし一方、音楽が先行して生み出された作品というわけではないとし、福永の作品は『塔』『風土』以来、死の観念や死の意識を中枢として書かれており、「生は暗く、死もまた暗い」という言葉に見られる生と死の対比について、「福永武彦のなかにすでに基盤を固められていた対比が、「大地の歌」という触媒を得て、ひとりの作中人物の内面の姿として具象化」されたものだとしている。
桑原旅人は、本作の主題が生と死の暗さであることは、冒頭で「私」が「大地の歌」の一節である「生は暗く、死もまた暗い」を思い返す場面で明らかであるとし、小説内で最も重要な死は夏子の自殺であり、上條の最大の悔恨はマチルダとの別離ではなく、彼女の死であったとしている。また、上條が「生命の充足感」を感じることができたのは、マチルダと過ごした2年間であったが、それはマチルダとの関係などのみに由来するのではなく、かねてより願っていた音楽の実践として、作曲をすることができたからであるとしている。
その上で、著者の福永にとっても「音楽の創作」は重要なテーマであったのではないかとし、それが現れているらしき箇所として、上條の台詞「音楽というのは純粋で抽象的な芸術だ。つまりは音の組み合せだ。絵にしても、近頃のようにアブストラクトばやりになると、色と線との主観的な組み合せということになる。（中略）真実は作者である芸術家の魂の中にあって、彼はそれを音とか色彩とかによって求めればいいわけだ。そこのとこが、僕が音楽家や画家をつねづね羨ましく思う理由なんだな。従ってまた小説を書くのにおっかなびっくりしている理由だな」を引用し、小説は必ず具体的な意味を伴わないわけにはいかず、作者自身の影響を何も感じさせないような物語を書くことは不可能であり、「福永もまた解釈を限定する意味に塗れた小説の言葉が保持する具体性ではなく、意味の限定から解放され、言葉よりも純化された音の連なりにこそ、真なる癒しと憩いの効果があると考えていたのだろう」と考察している。
首藤基澄は、『告別』は「大地の歌」第六楽章「告別」の、「おれはこの世では志を得ることができなかった！」という歌詞を引用し、これは厭世思想を抱くゆえに大地を讃える者の言葉であり、「福永はこうしたマーラーに示唆されて、この世で志を得なかった者たちの生にアプローチしていく。「彼」即ち上條の若すぎる死は、必然的にその生の意味を鋭く問う契機となる。いわゆる天寿を全うした人の死へのあきらめとは異質の、あきらめきれない思いが、自他の胸を痛みをもって抉るのである」としている。
渡邊一民は、最後の節（パネル）において、マーラーの『大地の歌』第六楽章『告別』の歌詞が引用されることによって、読者は『告別』の演奏を想起させられ、「その旋律に乗って、ここではいまは亡き上條慎吾が、あらためて過去を思い出して語り問い、それがこれまで二十二のパネルの描きだしてきた上條の生涯と渾然とひとつに混じりあって、ひとつの魂の音楽を紙面のうえに紡ぎだしていくのである」とし、また上條が「僕は現象の中の眼に見えない部分を書きたいと思うよ、音楽のようにね。それが成功すれば、人の魂を慰めることも出来るだろう。眼に見えないものは誰の心の底にも深く沈んでいるのだ」と、音楽に近い小説の可能性について語っていることから、この実験小説は小説と音楽を合体させ、単なる小説の文章だけで表現できないものを浮上させることだったのだと考察し、「いわばマーラーの詩句と上條の独白から織りなされるこの二十三のパネルには、生死のあいだを縫って小さかった夏子も、ピアノを贅沢だといった夏子も、悠々と流れていくライン河も、マチルダの金髪も、必死にパパの弁護をする夏子も、その姿をあらわしては流れさってゆく。そしてそれはマーラーの『告別』の曲想を借り、日本語の美しい散文をつくりだしていくのにほかならない」と述べている。

### 習作として
菅野昭正は、のちの1963年（昭和38年）に発表された長編『忘却の河』との比較において、何人かの登場人物の視点を交錯させる『忘却の河』に比して、視点が語り手である「私」に集中する『告別』は小説空間の広闊さに欠ける一方、「主題のまわりに純一に凝縮する強さ」に包まれており、アンドレ・ジッドの「レシ」に相当するものだと思われる、としている。また、『忘却の河』も見られる「故郷を求めて彷徨する生」という主題が明瞭に現れるのは、『告別』が最初であり、福永の小説家としての頂点といえる長編『死の島』にも、同じ主題が熟成された形で現れている、と指摘している。
廣川和子は、本作において成熟しきれなかった主題・方法が、深化・発展して『忘却の河』に継承されているとし、その課題の例として『告別』における方法と主題との溝、夏子やマチルダからの上條への働きかけの不在などの、単層にしかなっていない上條の生などを挙げている。一方で連作短編の形式を採った『忘却の河』では、各章で語り手を変えることで、藤代家という一家の疎隔を描くのに大きな効果を上げており、『告別』で稀薄だった、他者との関連性の中で自己を位置づけるという姿勢が明確に打ち出されている、としている。そして、上條の内部にのみ向けられていた著者の視線が他者にも向けられていることにより、単眼的な形式から複眼的な形式に変わった、と評価している。
また廣川は、継承された問題のうち最も重要なのは「故郷」の問題だが、『告別』の上條が孤独なままに死を迎えるのに対し、『忘却の河』の藤代は現在の生を追及するために自己の根源を追ってゆく存在になっているとし、その要因となる過去への罪の意識に関しても、上條のほうは稀薄であるのに対し、藤代は明確に把握・対峙していると分析している。そして『忘却の河』への最大の飛躍は、死によって救済される結末から、現実に踏み止まって新たな日常に出発した点であるとし、「自己の根源へと求心的にむかった結果得られた認識が、強い自己再生への試みにつながることが『忘却の河』に明確にあらわされている」と述べている。

## 書誌情報

### 刊行本
- 『告別』（1962年4月10日、講談社）
  - 収録作品：「告別」「形見分け」。四六判、紙装、カバー付き。カバー写真：渡部雄吉。本文243頁[2]。
- 『告別』（1970年9月15日、講談社）
  - 1962年版の新装版。新たに附録として「私の小説作法」「わが小説」を収録、「新版後記」を附す。四六判、布装、函入り。装幀：著者。本文225頁[2]。
- 文庫版『告別』〈講談社文庫〉（1973年4月、講談社）
  - 内容は1962年版と同一。解説：菅野昭正。カバー装画：駒井哲郎。本文170頁[2]。
- 『告別』（日本点字図書館、1981年1月）
  - 講談社文庫を底本とする点字書籍。
- 文庫版『告別』〈講談社文芸文庫〉（1990年6月、講談社）

### 全集収録
- 大江健三郎・江藤淳編『われらの文学10 福永武彦・遠藤周作』（講談社、1967年）
  - 福永の収録作品：「草の花」「告別」「河」
- 『日本文学全集81 中村真一郎・福永武彦集』（集英社、1968年）
  - 福永の収録作品：「告別」「塔」「死神の馭者」「鬼」「死後」「世界の終り」「廃市」
- 『現代日本文学大系82 加藤周一・中村真一郎・福永武彦集』（1971年、筑摩書房）
  - 福永の収録作品：「冥府」「影の部分」「告別」「福永武彦詩集（抄）」
- 『福永武彦全小説 第六巻』（新潮社、1974年）
  - 収録作品：「死後」「影の部分」「世界の終り」「廃市」「飛ぶ男」「樹」「風花」「退屈な少年」「形見分け」「告別」
- 『現代日本文学29 福永武彦・小島信夫集』（筑摩書房、1974年9月）
  - 福永の収録作品：「草の花」「冥府」「影の部分」「廃市」「告別」「邯鄲」
- 『現代日本文学全集 補巻37』（筑摩書房、1973年）
  - 福永の収録作品：「草の花」「冥府」「影の部分」「廃市」「告別」「邯鄲」
- 『福永武彦全集 第六巻』（新潮社、1987年6月）
  - 収録作品：「死後」「影の部分」「世界の終り」「廃市」「飛ぶ男」「樹」「風花」「退屈な少年」「形見分け」「告別」
- 『昭和文学全集23 吉田健一・福永武彦・丸谷才一・三浦哲郎・古井由吉』（1987年9月、小学館）
  - 福永の収録作品：「草の花」「塔」「冥府」「告別」